# Sphagnum flexuosum
Sphagnum flexuosum là một loài rêu trong họ Sphagnaceae. Loài này được Dozy & Molk. mô tả khoa học đầu tiên năm 1851.

## Hình ảnh

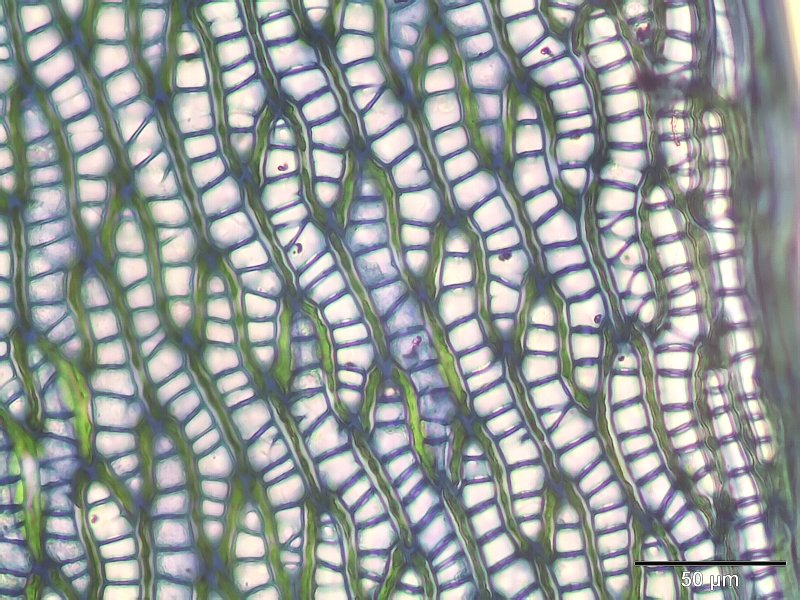
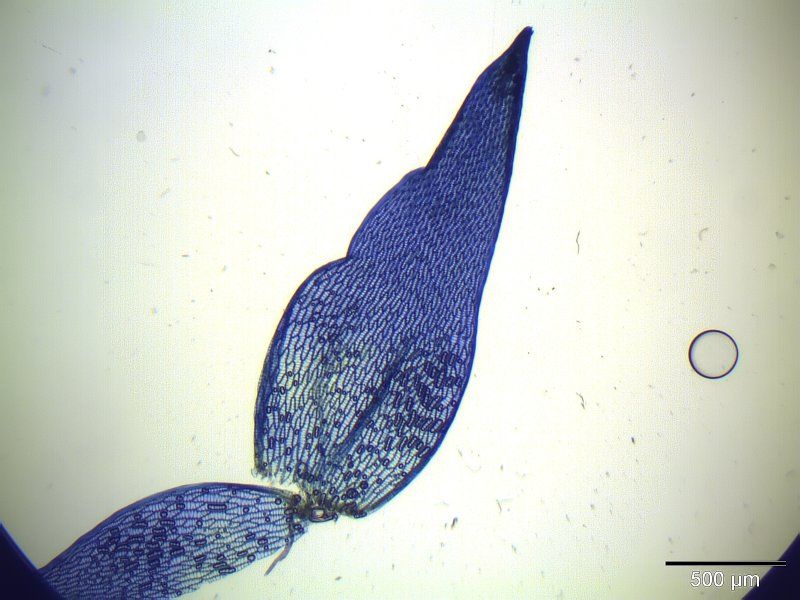
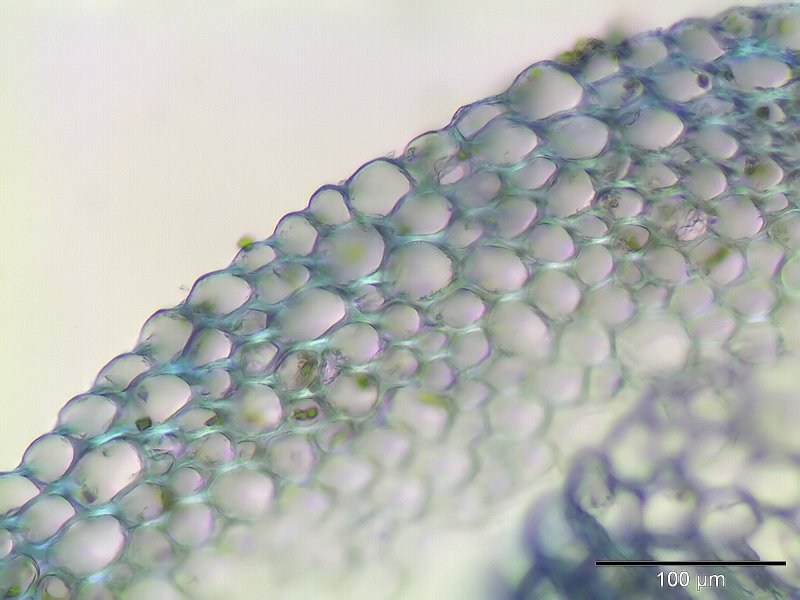
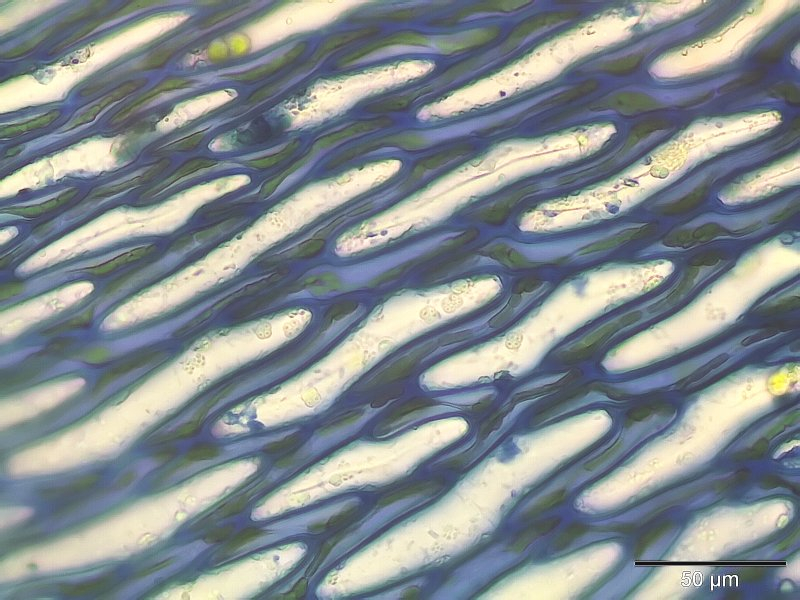